# Hydroporus striola
Hydroporus striola is een keversoort uit de familie waterroofkevers (Dytiscidae). De wetenschappelijke naam van de soort is voor het eerst geldig gepubliceerd in 1826 door Gyllenhal.